# Inseparable (pel·lícula)
Inseparable (en xinès, 形影不离) és una pel·lícula xinesa de 2011 escrita i dirigida per Dayyan Eng. El drama de suspens psicològic és protagonitzada per Kevin Spacey, Daniel Wu i Gong Beibi. Inseparable es va exhibir el 2011 al Festival Internacional de Cinema de Busan i es va estrenar a la Xina el maig del 2012. La pel·lícula va ser seleccionada pel Wall Street Journal com una de les "10 pel·lícules asiàtiques més notables" del 2011. La participació de Kevin Spacey el va convertir en la primera estrella de Hollywood a encapçalar una pel·lícula totalment finançada per la Xina. S'ha doblat i subtitulat al català.

## Sinopsi
Després d'haver passat per pèrdues recents a la seva vida i de problemes continuats a la feina i a casa amb la seva dona periodista d'investigació (Gong Beibi), en Li (Daniel Wu) es fa amic d'un misteriós expatriat estatunidenc (Kevin Spacey).

## Repartiment
| Repartiment    | Paper       |
| -------------- | ----------- |
| Kevin Spacey   | Chuck       |
| Daniel Wu      | Li          |
| Gong Beibi     | Pang        |
| Yan Ni         | Ms. Yang    |
| Kenneth Tsang  | Mr. Wang    |
| Zhang Mo       | Sun Biao    |
| Peter Stormare | Richard     |
| Han Tongsheng  | Officer Lin |